# 小头裸裂尻鱼
小头裸裂尻鱼（学名：Schizopygopsis microcephalus）为鲤科裸裂尻鱼属的鱼类，俗名小嘴湟鱼、小头单列齿鱼、小头赫氏鱼。在中国，分布于青藏高原唐古拉山脉南北两侧江河源头及其湖泊、诸如长江源头及其附属水体、奇林湖和纳木错及其附属河流等。该物种的模式产地在戴曲金沙江上游。

## 扩展阅读
維基物種上的相關：小头裸裂尻鱼